# Механічні властивості мінералів
Механічні властивості мінералів є зовнішнім виявом міцності хімічних зв'язків між структурними одиницями кристалічної ґратки мінералу. Вони виявляються в твердості, крихкості, ковкості, спайності, окремості, зламі, гнучкості і пружності.
Під твердістю розуміють ступінь опору мінералу будь-якому зовнішньому механічному впливу. Для визначення твердості в мінералогії користуються відносною шкалою (див. шкала Мооса).
Під крихкістю звичайно розуміють властивості мінералу кришитися від дряпання його поверхні вістрям ножа. Якщо на мінералах при дряпанні залишається риса з порошком по краях (наприклад, на бляклих рудах), вони крихкі.
Про ковкість мінералів свідчить гладенький блискучий слід. Ковкі мінерали при ударі по них молотком на ковадлі можуть розплющуватись у тонкі пластинки.

## Спайність і окремість
Деякі мінерали мають здатність розколюватись у певних напрямках з утворенням плоскої дзеркальної поверхні. Ця властивість називається спайністю, а площини, по яких вони розколюються, — площинами спайності. Різні мінерали мають спайність різного ступеня досконалості:
- спайність цілком досконала — мінерал легко розщеплюється на тонкі листочки, нерівний злам спостерігається дуже рідко;
- спайність досконала — мінерал розламується переважно по площинам спайності, нерівний злам отримати важко;
- спайність ясна (середня) — на уламках мінералу помітити її важко, поверхня зламу найчастіше раковиста;
- спайність недосконала — практично відсутня, поверхня зламу завжди нерівна.

Площини спайності орієнтовані за певними кристалографічними напрямками. Так, кам'яна сіль і галеніт мають досконалу спайність по кубу, кальцит — по ромбоедру, флюорит — по октаедру і т. д. Тому в межах крупних систематичних одиниць можна говорити про спайність, властиву до певної сингонії. Часто в одному й тому ж мінералі різноорієнтовані площини спайності мають різний ступінь досконалості.
Морфологічно дуже близька до спайності ще одна властивість деяких мінералів — окремість. Окремість відрізняється від спайності тим, що розколювання по ній відбувається лише в певних точках, тоді як розколювання по спайності вздовж певної площини може відбуватися в будь-якому місці. Для деяких мінералів окремість настільки характерна, що використовується як діагностична ознака. Так, окремість по основному ромбоедру і базопінакоїду характерна для корунду — Al2O3 і гематиту — Fe2O3, по кубу — для уранініту — UO2, по пінакоїду — для деяких піроксенів (діалаг).
Площинами окремості можуть бути площини зростання двійників, а також площини найдрібніших включень різних мінералів, переважно тих, що утворюють тонесенькі прокладки в структурі мінералу по площинах найщільнішої упаковки.

## Злам мінералів
Слід відзначити ще одну властивість мінералів, яка проявляється внаслідок розламування мінералу, — злам, тобто характер поверхні розколу, який відбувся не по спайності. Розрізняють злам рівний, східчастий, нерівний, скалковий і раковистий. Рівний злам типовий для мінералів з досконалою спайністю, східчастий — для мінералів з відносно досконалою або ясною спайністю в кількох напрямках, наприклад, у польових шпатів. Нерівний злам характеризується нерівною поверхнею без спайних ділянок, як у апатиту. Скалковий злам є звичайним для мінералів волокнистої будови і за характером схожий на злам деревини впоперек волокнистості. Раковистий злам характерний для мінералів без спайності (кварцу, опалу, халцедону); формою поверхні він нагадує раковину.

## Гнучкість і пружність
Властивість деяких мінералів згинатися при механічному впливі без крихкої деформації називається гнучкістю. Найбільш типово вона виражена у мінералів пластинчастої або волокнистої будови (слюд, хлоритів, тальку і азбесту).
Пружність — це властивість мінералів деформуватися під впливом певних зусиль і повертатися у первісний, недеформований стан після усунення зовнішнього впливу. Величина пружності мінералів визначається модулем пружності, який називається модулем Юнга (див. модуль пружності). Дослідження пружності і гнучкості мають велике значення при технічній оцінці деяких видів мінеральної сировини, напр., слюд, азбесту тощо.